# متروی برشا
متروی برشا (ایتالیایی: Metropolitana di Brescia) سیستم قطار شهری زیرزمینی در شهر برشا، ایتالیا است.
این مترو که در سال ۲۰۱۳ تأسیس شده، دارای ۱ خط، ۱۷ ایستگاه و ۱۳٫۷ کیلومتر طول می‌باشد.

## نگارخانه

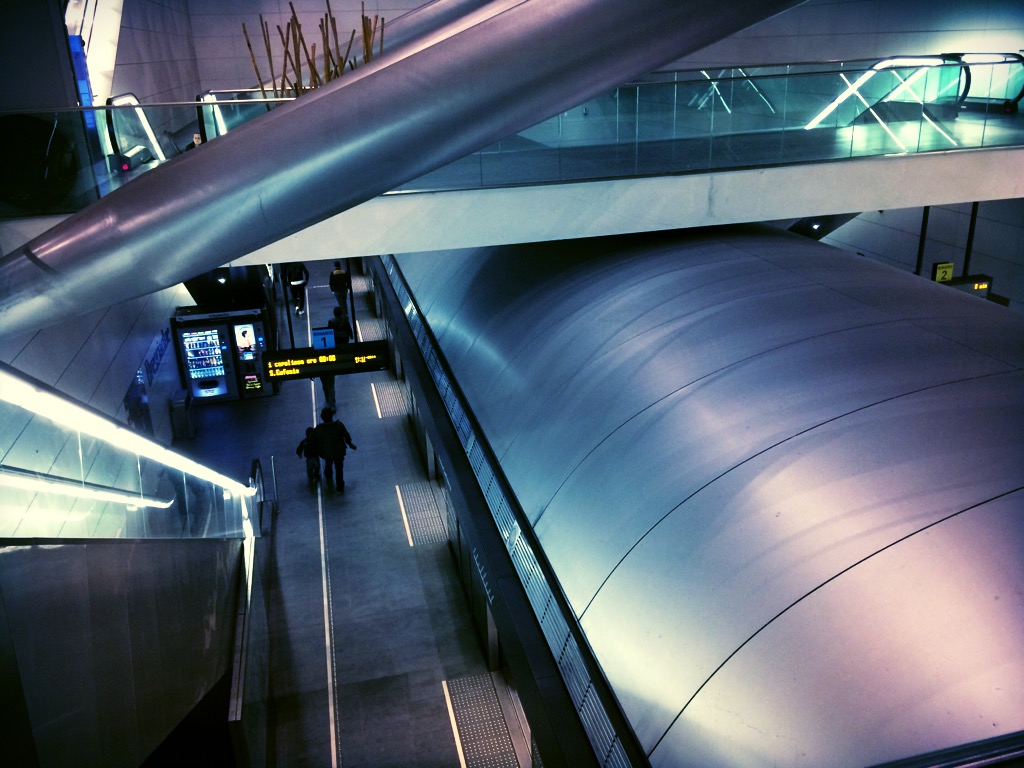
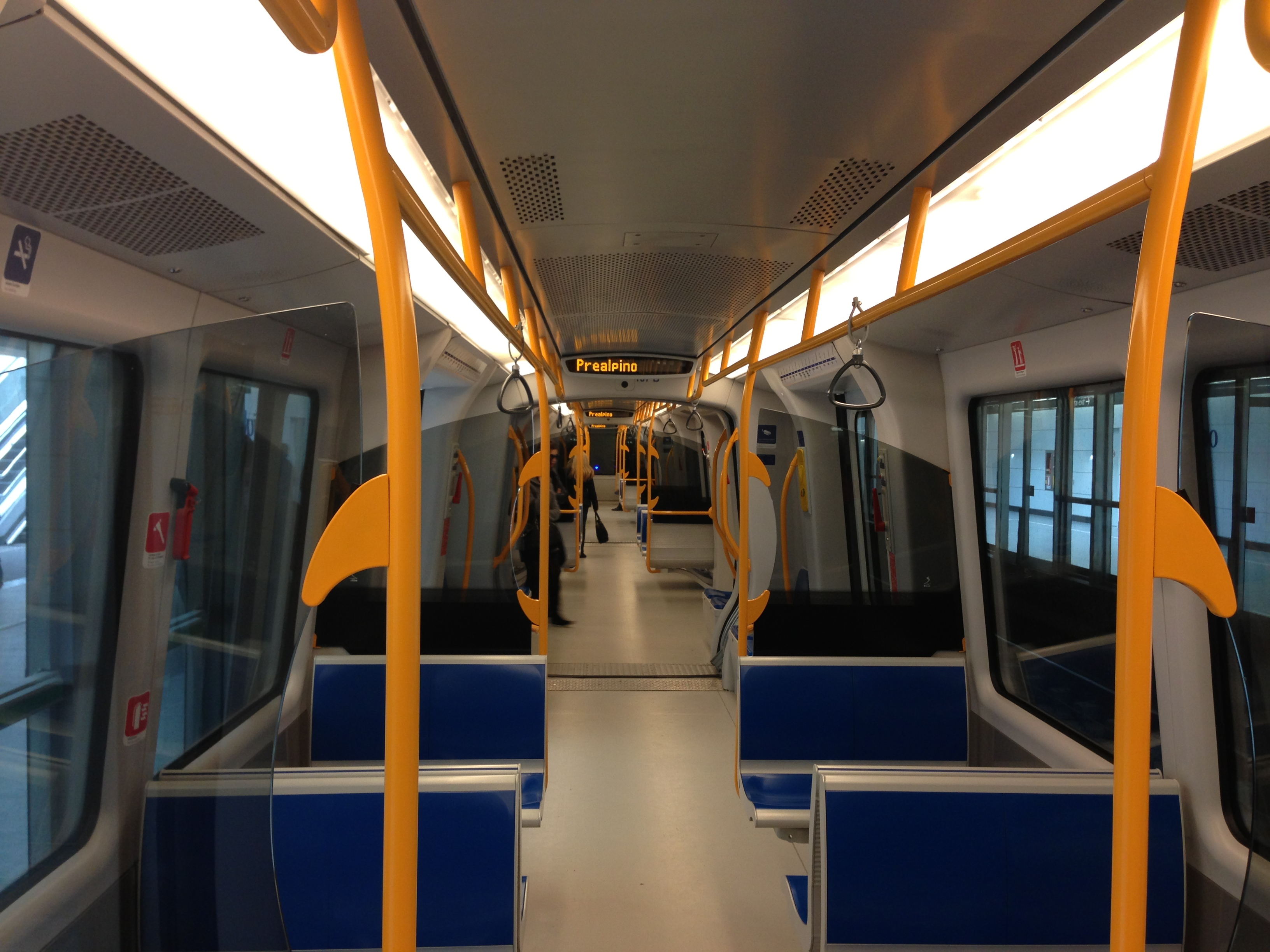
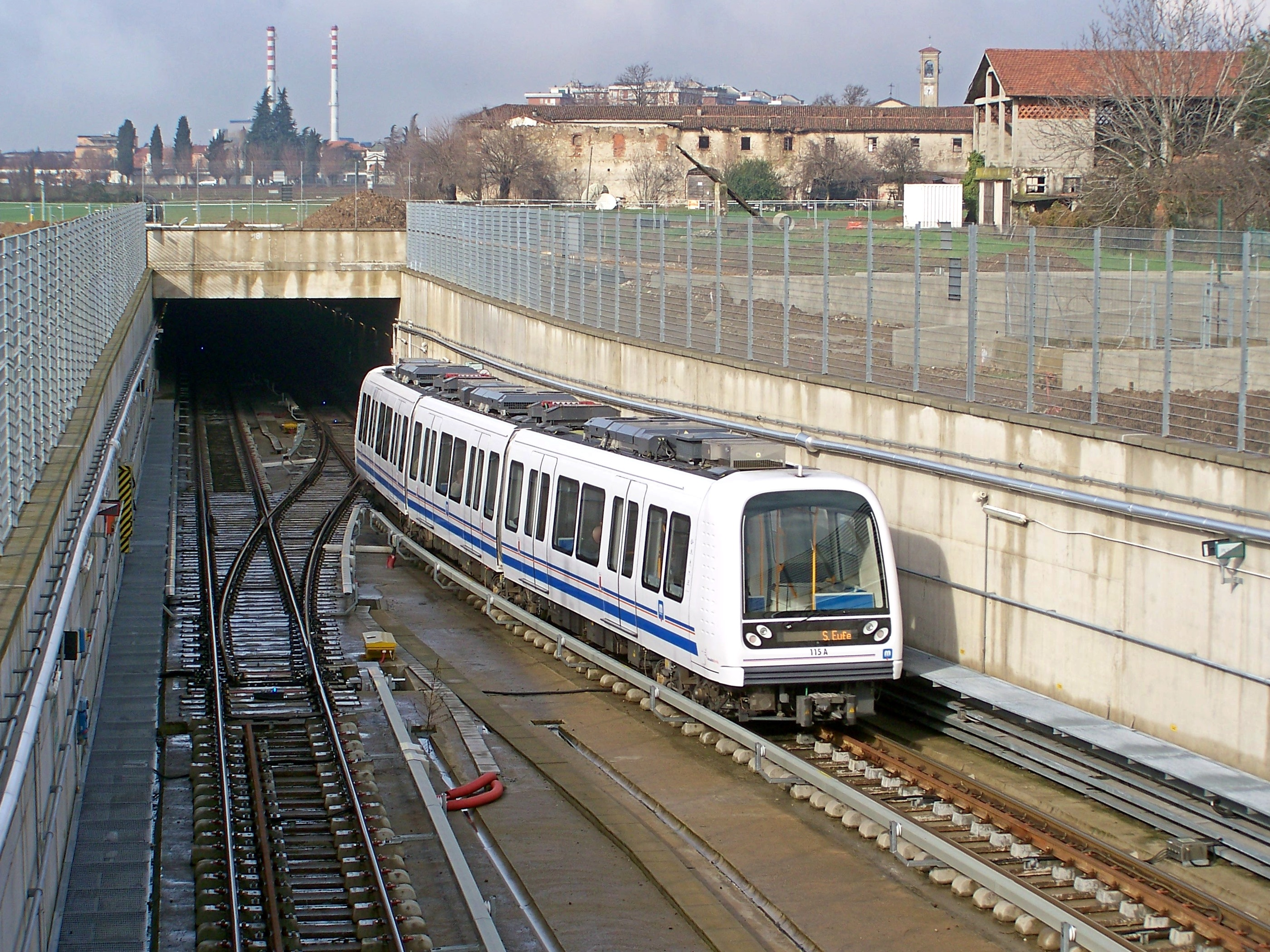
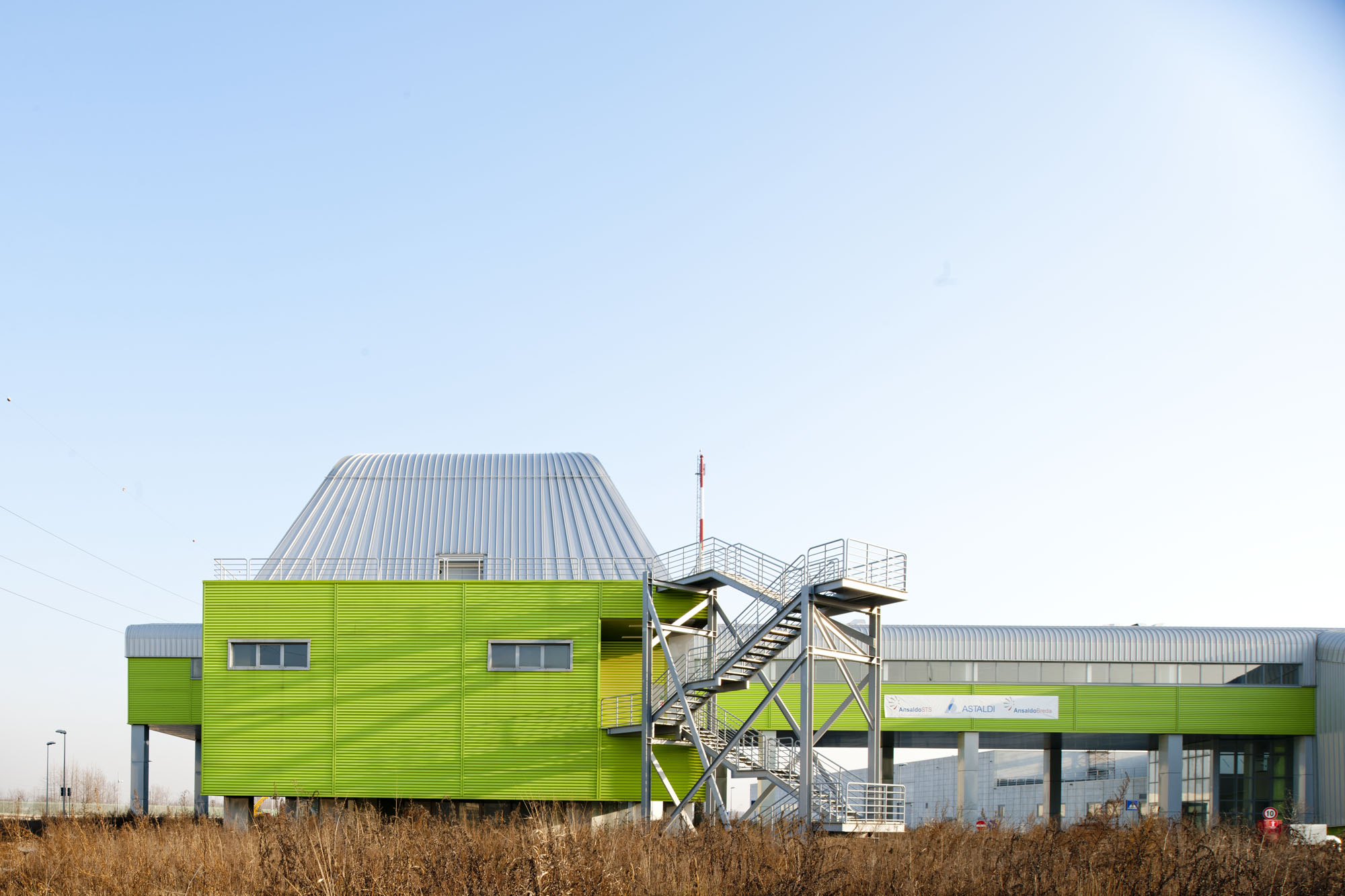
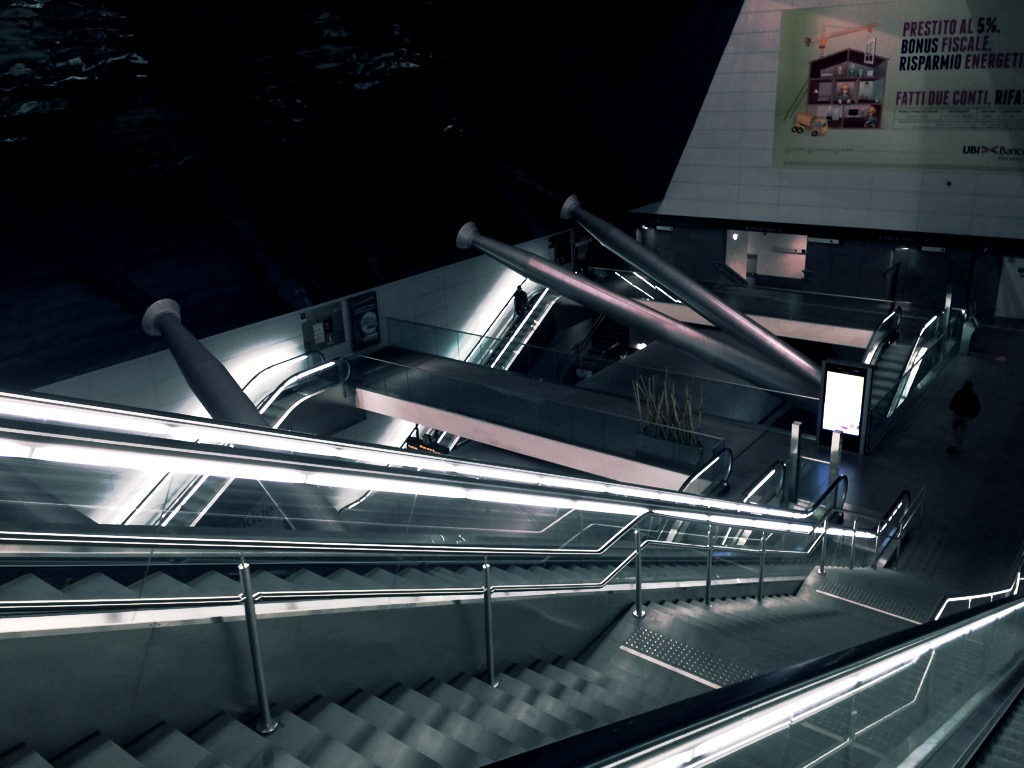